# Copanatoyac (kommun)
Copanatoyac är en kommun i Mexiko.   Den ligger i delstaten Guerrero, i den sydöstra delen av landet, 230 km söder om huvudstaden Mexico City. Antalet invånare är 17 337. Arean är 388 kvadratkilometer.
Terrängen i Copanatoyac är huvudsakligen kuperad, men söderut är den bergig.
Följande samhällen finns i Copanatoyac:
- Copanatoyac
- Santa Anita
- Patlicha
- Ocotequila
- Oztocingo
- Ocoapa
- Tlalquetzalapa
- San Vicente Amole
- Colonia la Reforma
- Ocotepec
- Cuautololo
- Santa Cruz
- Quiahuiltepec
- Tenexcalcingo
- Totohuehuetlán
- Tehuiskojtla
- Rancho Escondido
- Zacaixtlahuacán
- Costilla del Cerro
- Buena Vista
- Cozondiapa
- El Platanar
- Loma Bonita
- Plan de San Miguel
- Plan Lagunilla
- La Trinchera
- Guacamaya
- Colonia Santa Cruz
- La Concepción
- Yelotepec
- Zacazonapa
- Tlacotepec
- Xitomatla
- San Juan de las Nieves
- Xkua Xtuti
- Ocotillo